# Episodi de Le regole dell'amore (prima stagione)
La prima stagione della serie televisiva Le regole dell'amore, composta da 7 episodi, è stata trasmessa negli Stati Uniti sul canale CBS dal 5 febbraio 2007 al 19 marzo 2007.
In Italia è andata in onda sulla pay TV Comedy Central dal 18 settembre 2007 al 30 ottobre 2007, mentre è stata trasmessa in chiaro su Italia 1 dal 21 giugno 2009 al 5 luglio 2009, il sabato alle 13:40 e la domenica alle 13:00.
| nº | Titolo originale       | Titolo italiano        | Prima TV USA     | Prima TV Italia   |
| -- | ---------------------- | ---------------------- | ---------------- | ----------------- |
| 1  | Pilot                  | Problemi di coppie     | 5 febbraio 2007  | 18 settembre 2007 |
| 2  | The Birthday Deal      | Il patto di compleanno | 12 febbraio 2007 | 25 settembre 2007 |
| 3  | Young and the Restless | Febbre d'amore         | 19 febbraio 2007 | 2 ottobre 2007    |
| 4  | Game On                | Febbre da gioco        | 26 febbraio 2007 | 9 ottobre 2007    |
| 5  | Kids                   | Passato e futuro       | 5 marzo 2007     | 16 ottobre 2007   |
| 6  | Hard Day's Night       | Dura, la vita...       | 12 marzo 2007    | 23 ottobre 2007   |
| 7  | Jeff's Wooby           | La copertina di Jeff   | 19 marzo 2007    | 30 ottobre 2007   |